# Marcus Jones (giocatore di football americano 1998)
Marcus Elliot Jones (Enterprise, 22 ottobre 1998) è un giocatore di football americano statunitense che milita nel ruolo di cornerback per i New England Patriots della National Football League (NFL).

## Carriera

### New England Patriots
Al college Jones giocò a football alla Troy University (2017-2018) e all'Università di Houston (2019-2021). Fu scelto dai New England Patriots nel corso del terzo giro (85º assoluto) del Draft NFL 2022. Nell'undicesimo turno, in una battaglia difensiva contro i New York Jets ferma sul punteggio di 3-3 a 5 secondi dal termine, Jones ritornò il primo punt della stagione NFL in touchdown dopo una corsa da 84 yard, dando alla sua squadra la vittoria per 10-3. Per questa prestazione fu premiato come miglior giocatore degli special team della AFC della settimana. Chiuse la stagione guidando la NFL in yard su ritorno di punt (362) e yard medie per ritorno di punt (12,5), venendo inserito nel First-team All-Pro e nella formazione ideale dei rookie dalla Pro Football Writers of America.

## Palmarès
- First-team All-Pro: 1

2022
- Giocatore degli special team della AFC della settimana: 1

11ª del 2022
- PFWA All-Rookie Team - 2022